# Eden 62
Pour les articles homonymes, voir Eden.
Eden 62 est un syndicat mixte dépendant du conseil départemental du Pas-de-Calais qui a pour mission la protection et l'aménagement des sites naturels du Pas-de-Calais ainsi que la sensibilisation des générations actuelles et futures concernant ces sites.

## Localisation
Le siège du syndicat mixte Eden 62 est sis au 2 rue Claude à Desvres.

## Histoire et organisation
Eden 62 voit le jour en juin 1993 sous forme d’une association régie par la loi de 1901. En 1996, elle est transformée en syndicat mixte, au sein duquel sont représentés, à parité, des élus du conseil départemental et des collectivités locales.
Depuis les élections cantonales de 2015, le conseil départemental et les collectivités locales ont désigné à nouveau leurs représentants au Syndicat mixte, soit :
- présidente : Mme Leveugle, déléguée du conseil départemental ;
- deux vice-Présidents : M. Demolliens, délégué de la commune de Desvres et Mme Drain, conseillère départementale du montreuillois ;
- sept membres du bureau dont quatre représentants des collectivités locales et trois représentants du conseil départemental[1].

## Missions
Eden 62 a pour mission de gérer et d'aménager les espaces naturels sensibles (ENS) et certaines réserves naturelles du Pas-de-Calais. Ces sites naturels peuvent être la propriété du Conservatoire du littoral, du département du Pas-de-Calais ou de certaines communes. Eden 62 se charge également de sensibiliser la population à la préservation de l'environnement et de la biodiversité, grâce à plus de 200 animations proposées chaque année sur tout le département.

## Espaces naturels sensibles gérés par Eden 62
Le Syndicat mixte Eden 62 est chargé de la gestion de 55 sites pour une superficie de plus de 6 200 ha d’espaces naturels sensibles (ENS) confiés par le département du Pas-de-Calais, le Conservatoire du littoral et certaines communes.
Les ENS se caractérisent par neuf grands milieux : les dunes, les marais, les bois, les polders, les terrils, les coteaux, les landes, les carrières et les falaises.

### Sites inscrits à l'inventaire national du patrimoine naturel
Eden gère des sites inscrits à l'inventaire national du patrimoine naturel : la baie de Wissant, les caps Blanc-Nez, d'Alprech (Le Portel) et le cap Gris-Nez, les dunes d'Écault, de Berck, de Fort-Mahon (Sangatte), de Mayville (Stella-Plage), du mont Saint-Frieux (Dannes), de Merlimont, le marais de Guînes, la pointe de la Crèche (Wimereux), les réserves naturelles nationales de la baie de Canche, des étangs du Romelaëre et du Platier d'Oye, les réserves naturelles régionales du marais de Condette et du plateau des landes et le terril de Pinchonvalles,.

### Autres sites
Eden 62 gère également les sites de : la ballastière (Aire-sur-la-Lys), les bois d'Épinoy (Libercourt), d'Haringzelles (Audinghen), de l'Émolière (Libercourt), de l'Offlarde (Leforest), de Marœuil (Marœuil et Mont-Saint-Éloi), de Roquelaure (Lapugnoy), des Bruyères (Angres (Givenchy-en-Gohelle et Souchez), bois des Hautois 9-9 bis (Oignies, Dourges et Hénin-Beaumont), du Carieul (Souchez) et le bois Louis et le bois d'Épenin (Beugin et La Comté), la chapelle de Guémy (Tournehem-sur-la-Hem), le domaine de Bellenville (Beuvry et Sailly-Labourse), les dunes de la baie d'Authie et les dunes de la Slack (Wimereux et Ambleteuse), le fond de la Forge (Sangatte), la foraine d'Authie (Conchil-le-Temple), la forêt d'Éperlecques, le fort Vert (Calais), la gare d'Eau (Carvin), la glaisière de Nesles, le grand marais d'Étaing, le lac bleu, le lac d'Ardres, le marais d'Athies, de Biache-Saint-Vaast et de Feuchy, le mont Pelé et le mont Hulin (Desvres), la poudrerie d'Esquerdes, le pré Marly (Ambleteuse), le ravin de Pitendal et Waroquerie (Saint-Martin-Boulogne), la roselière de Wimereux, le terril d'Estevelles, du marais de Fouquières-lès-Lens et les terrils des Falandes et du Pays à Part (Ruitz), la tour de l'Horloge (Carvin) et le val du Flot (Wingles),.

## Pour approfondir